# Антоніо Наелсон
Антоніо Наелсон Матіас (ісп. Antônio Naelson Matias, нар. 23 травня 1976, Ітажа, Бразилія) — мексиканський футболіст бразильського походження, відоміший як Зінья (порт. Sinha). Грав на позиції півзахисника.
Виступав, зокрема, за клуб «Толука», а також національну збірну Мексики. Відзначався своїм баченням поля, швидкістю, дриблінгом та вмінням віддати останній пас. Відомий виконавець штрафних ударів.
П'ятиразовий чемпіон Мексики, володар Кубка чемпіонів КОНКАКАФ. У складі збірної — володар Золотого кубка КОНКАКАФ. 

## Клубна кар'єра
Народився 23 травня 1976 року в місті Ітажа, Бразилія. Вихованець футбольної школи клубу «Америка Мінейру».
У дорослому футболі дебютував 1996 року виступами за команду клубу «Ріо-Бранко», в якій провів один сезон. 
Протягом 1998—1999 років захищав кольори команди клубу «Монтеррей».
Своєю грою за останню команду привернув увагу представників тренерського штабу клубу «Толука», до складу якого приєднався 1999 року. Відіграв за команду з Толука-де-Лердо наступні п'ятнадцять сезонів своєї ігрової кар'єри. Більшість часу, проведеного у складі «Толуки», був основним гравцем команди. За цей час виборов титул володаря Кубка чемпіонів КОНКАКАФ.
Протягом 2014—2016 років на правах оренди захищав кольори команди клубу «Керетаро».
Завершив професійну ігрову кар'єру у клубі «Толука», до складу якого повернувся 2016 року. Захищав кольори команди до припинення виступів на професійному рівні у 2017.

## Виступи за збірну
2004 року дебютував в офіційних матчах у складі національної збірної Мексики, ставши натуралізованим мексиканцем. Протягом кар'єри у національній команді, яка тривала 10 років, провів у формі головної команди країни 56 матчів, забивши 6 голів.
2006 року на Чемпіонаті світу забив гол у ворота збірної Ірану, ставши першим натуралізованим мексиканцем, який забивав гол на чемпіонатах світу. 
У складі збірної був учасником розіграшу Кубка конфедерацій 2005 року у Німеччині, розіграшу Золотого кубка КОНКАКАФ 2005 року у США, чемпіонату світу 2006 року у Німеччині, розіграшу Золотого кубка КОНКАКАФ 2011 року у США, здобувши того року титул континентального чемпіона.

## Титули і досягнення
- Чемпіон Мексики (5):

«Толука»:  Верано 2000, Апертура 2002,  Апертура 2005,  Апертура 2008, Бісентаріо 2010
- володар Кубка чемпіонів КОНКАКАФ (1):

«Толука»:  2003
- Володар Золотого кубка КОНКАКАФ (1):

2011